# Les Figurants de la mort
Les Figurants de la mort est un roman de Roger de Lafforest paru en 1939 aux éditions Grasset et ayant reçu le Prix Interallié la même année.

## Éditions
- Éditions Grasset, 1939
- Éditions L'Arbre vengeur, 2009, 256 p.,  (ISBN 9-782916-1414-04) – illustrations de Hugues Micol et préface de François Ouellet